# The Star Boarder
The Star Boarder (Charlot huésped ideal o Charlot quiere a la patrona) es un cortometraje estadounidense con guion de Craig Hutchinson (1891 – 1976), dirección de George Nichols y actuación de Charles Chaplin. Fue estrenado el 4 de abril de 1914. 

## Sinopsis
Charlot es el huésped preferido de la casa y congenia con la patrona, Mirta Durfee (que en la vida real era la esposa de Roscoe Arbuckle). Al esposo de la patrona, Edgar Kennedy, esta situación no le hace feliz pero él también tiene lo suyo. Una función de sombras chinescas que emprende el hijo de la pareja embaraza a todos y produce un alboroto.

## Elenco
- Charles Chaplin ... El huésped preferido.
- Minta Durfee ... La patrona
- Edgar Kennedy ... El esposo de la patrona.
- Gordon Griffith ... El hijo de ambos.
- Alice Davenport ... La amiga de la patrona.

## Crítica
Contrariamente a lo que sucedía en muchas de las películas anteriores, en ésta Charlot no es un mal tipo, y su mayor trasgresión es una incursión secreta a la hielera de la casa. Respecto de la infidelidad, la impresión es que la patrona solo está coqueteando y que puede ser que Charlot trate de sacar un poco de provecho de la situación pero no es tan malo como para evitar que la simpatía de la platea esté con él. Hay un mínimo de violencia y Charlot emerge como un tipo básicamente querible sin las trazas de cierto sadismo que afloraba en películas anteriores.